# Irene Ellenberger

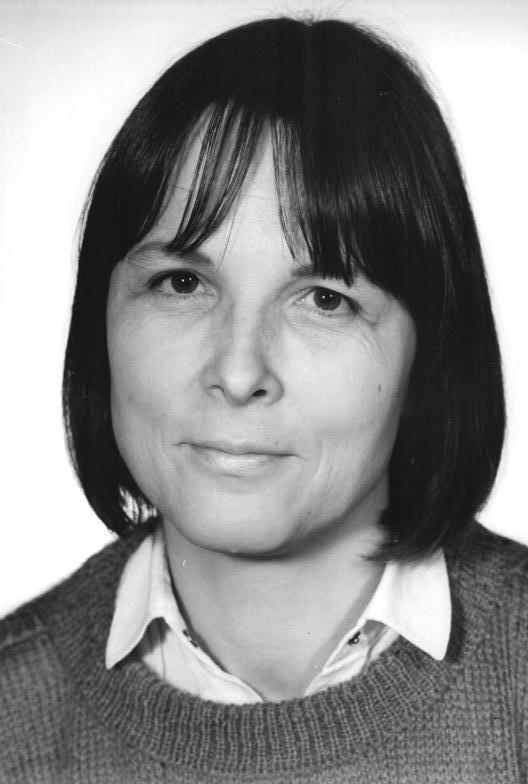
Irene Ellenberger, 1990

Irene Ruth Ellenberger (* 20. April 1946 in Wernigerode) ist eine deutsche Politikerin (SPD). Sie war von 1994 bis 1999 Sozialministerin des Freistaates Thüringen.

## Ausbildung und Beruf
Nach dem Abitur 1964 machte Irene Ellenberger zunächst eine Maurerlehre und absolvierte anschließend ab 1965 ein Studium der Architektur an der Hochschule für Architektur und Bauwesen Weimar, welches sie 1971 als Diplom-Ingenieur beendete.

## Familie
Irene Ellenberger ist verheiratet und hat zwei Kinder.

## Partei
1989 beteiligte sie sich in Weimar aktiv an Demonstrationen und wurde Mitglied der Sozialdemokratischen Partei in der DDR (SDP).

## Abgeordnete
Von März bis Oktober 1990 war sie Mitglied der ersten frei gewählten Volkskammer der DDR. Von 1990 bis 2004 war sie dann Mitglied des Thüringer Landtages. Hier wurde sie zunächst Vorsitzende des Sozialausschusses und war dann vom 1. Oktober 1999 bis 2004 Vizepräsidentin des Landtages.

## Öffentliche Ämter
In der Zeit der Großen Koalition gehörte sie von 1994 bis 1999 als Ministerin für Soziales und Gesundheit der von Ministerpräsident Bernhard Vogel (CDU) geführten Landesregierung des Freistaates Thüringen an.